# Viktor Tranberg
Viktor Tranberg, född 26 februari 1997 i Köpenhamn, är en dansk fotbollsspelare som spelar för Esbjerg fB.

## Klubbkarriär
Efter att ha representerat flera klubbar i sina ungdomsår startade Tranberg 2016 sin proffskarriär i danska Superligaen-klubben FC Nordsjælland. Varierande med speltid i klubben gjorde att Tranberg hösten 2018 lånades ut till Örebro SK med en option att köpas loss efter säsongen 2018.